# Khalifa Said Gouda
Saleh Khalifa Said Gouda (in arabo صالح خليفة سعيد جودة‎?; Beni Suef, 16 aprile 1930 – 29 dicembre 2014) è stato un sollevatore egiziano campione mondiale nel 1951, che gareggiò nelle categorie dei pesi piuma e dei pesi leggeri.

## Carriera
Cresciuto nella zona di Alessandria d'Egitto, iniziò a praticare il sollevamento pesi grazie ai grandi successi ottenuti dagli atleti egiziani dell'epoca. Dopo i suoi primi successi ai campionati regionali, El-Sayed Nosseir, allora capo della Federazione egiziana di sollevamento pesi e allenatore statale, lo portò a far disputare i campionati nazionali all'inizio degli anni '50. Quando nel 1950 il campione del mondo dei pesi piuma Mahmoud Fayad venne messo al bando dalla federazione egiziana per presunte violazioni dello status di dilettante, Gouda si presentò ai campionati del mondo di Milano del 1951 e vinse il titolo mondiale dei pesi piuma.
Proseguì ai vertici, prima nei pesi piuma e poi in quelli leggeri, ottenendo una medaglia di bronzo e due medaglie d'argento mondiali tra il 1953 e il 1955. Vinse anche due medaglie d'oro ai Giochi del Mediterraneo di Alessandria d'Egitto del 1951 e di Barcellona del 1955. Partecipò inoltre ai Giochi olimpici di Helsinki nel 1952, dove si classificò al quinto posto. Si ritirò poco prima delle Olimpiadi di Melbourne del 1956, e fino al 1976 intraprese l'attività di allenatore per molti club egiziani.